# Campylocheta mariae
Campylocheta mariae là một loài ruồi trong họ Tachinidae.